# 칠보초등학교 (경기)
칠보초등학교(七寶初等學校)는 대한민국 경기도 수원시 권선구 소재의 공립 초등학교이다.

## 학교 연혁
- 1947. 06. 10 수원군 매송국민학교 노림분교장 개교
- 1949. 09. 15 칠보국민학교로 승격
- 1949. 10. 01 제1대 김경호 교장 부임
- 1951. 08. 25 제1회 졸업식
- 1987. 03. 01 수원시 편입 개교
- 2005. 02. 01 역사관 설치
- 2007. 06. 20 학교숲 가꾸기
- 2009. 08. 31 복도, 계단 및 화장실 보수공사
- 2010. 08. 31 교실 바닥 공사 및 교실 출입문 교체
- 2011. 04. 01 칠보합창단 창단
- 2012. 03. 20 칠보관현악단 창단
- 2012. 06 .01 예절실 설치
- 2012. 08. 28 후관 실내 도색 작업
- 2012. 10. 30 글벗도서관 개관
- 2012. 11. 08 학교 숲 조경 보강공사
- 2012. 12. 11 Wee 클래스(상담실) 설치
- 2013. 03. 15 사회복지실 설치
- 2013. 09. 01 제22대 김석진 교장선생님 부임
- 2015. 02. 13 제65회 졸업식(졸업생 누계 총 6950명)
- 2015. 03. 01 2015학년도 학급편성(총 25학급: 일반 21, 유치원 2, 특수학급 2)
- 2023. 6. 15 새로운 본관 공사 시작(모듈러)
- 2023. 9. 5 신 본관 공사 완료,구 본관 철거 시작